# Haltérophilie aux Jeux olympiques d'été de 2020 - Moins de 73 kg hommes
Navigation
Rio 2016 Paris 2024
L'épreuve des moins de 73 kg hommes  en haltérophilie des Jeux olympiques d'été de 2020 a eu lieu le 28 juillet 2021 au Tokyo International Forum.

## Records
Avant cette compétition, les records dans cette discipline étaient :
| Record du monde  | Arraché     | Shi Zhiyong (CHN) | 169 kg | Tachkent, Ouzbékistan | 20 avril 2021     |
| Record du monde  | Épaulé-jeté | Shi Zhiyong (CHN) | 198 kg | Tianjin, Chine        | 10 décembre 2019  |
| Record du monde  | Total       | Shi Zhiyong (CHN) | 363 kg | Pattaya, Thaïlande    | 21 septembre 2019 |
| Record olympique | Arraché     | Norme olympique   | 158 kg | –                     | 1er novembre 2018 |
| Record olympique | Épaulé-jeté | Norme olympique   | 190 kg | –                     | 1er novembre 2018 |
| Record olympique | Total       | Norme olympique   | 345 kg | –                     | 1er novembre 2018 |

Les records suivants ont été établis pendant la compétition :
| Arraché     | 166 kg | Shi Zhiyong | OR |
| Épaulé-jeté | 198 kg | Shi Zhiyong | OR |
| Total       | 364 kg | Shi Zhiyong | WR |

## Programme
L'épreuve des moins de 73 kg se déroule sur une journée selon le programme suivant :
Tous les horaires correspondent à l'UTC+9
| Date                     | Horaire | Manche   |
| ------------------------ | ------- | -------- |
| Mercredi 28 juillet 2021 | 13 h 50 | Groupe B |
| Mercredi 28 juillet 2021 | 19 h 50 | Groupe A |

## Médaillés
| Or          | Argent       | Bronze                |
| Shi Zhiyong | Julio Mayora | Rahmat Erwin Abdullah |

## Résultats
Shi Zhiyong remporte l'épreuve.
| Rang | Athlète               | Nation          | Groupe | Poids | Arraché (kg) | Arraché (kg) | Arraché (kg) | Arraché (kg) | Épaulé-jeté (kg) | Épaulé-jeté (kg) | Épaulé-jeté (kg) | Épaulé-jeté (kg) | Total  |
| Rang | Athlète               | Nation          | Groupe | Poids | 1            | 2            | 3            | Résultat     | 1                | 2                | 3                | Résultat         | Total  |
| ---- | --------------------- | --------------- | ------ | ----- | ------------ | ------------ | ------------ | ------------ | ---------------- | ---------------- | ---------------- | ---------------- | ------ |
| 1    | Shi Zhiyong           | Chine           | A      | 72.85 | 158          | 163          | 166          | 166 OR       | 188              | 192              | 198              | 198 OR           | 364 WR |
| 2    | Julio Mayora          | Venezuela       | A      | 72.60 | 150          | 154          | 156          | 156          | 186              | 190              | 199              | 190              | 346    |
| 3    | Rahmat Erwin Abdullah | Indonésie       | B      | 72.41 | 142          | 147          | 152          | 152          | 180              | 190              | 190              | 190              | 342    |
| 4    | Briken Calja          | Albanie         | A      | 72.85 | 151          | 151          | 155          | 151          | 184              | 188              | 190              | 190              | 341    |
| 5    | Bozhidar Andreev      | Bulgarie        | A      | 72.75 | 150          | 154          | 154          | 154          | 184              | 189              | 190              | 184              | 338    |
| 6    | Karem Ben Hnia        | Tunisie         | A      | 72.80 | 148          | 151          | 153          | 153          | 185              | 190              | 190              | 185              | 338    |
| 7    | Masanori Miyamoto     | Japon           | A      | 72.80 | 143          | 147          | 151          | 147          | 183              | 188              | 196              | 188              | 335    |
| 8    | Marin Robu            | Moldavie        | A      | 72.95 | 150          | 155          | 159          | 155          | 175              | 182              | 182              | 175              | 330    |
| 9    | Clarence Cummings     | États-Unis      | A      | 72.90 | 145          | 145          | 150          | 145          | 180              | 190              | 198              | 180              | 325    |
| 10   | David Sánchez         | Espagne         | A      | 72.90 | 142          | 146          | 150          | 146          | 177              | 177              | 180              | 177              | 323    |
| 11   | Jorge Cárdenas        | Mexique         | B      | 72.65 | 140          | 140          | 145          | 145          | 170              | 175              | 175              | 175              | 320    |
| 12   | Mahmoud Al-Humayd     | Arabie saoudite | B      | 72.50 | 135          | 141          | 145          | 141          | 165              | 175              | 175              | 165              | 306    |
| 13   | Brandon Wakeling      | Australie       | B      | 72.40 | 115          | 120          | 125          | 125          | 158              | 162              | 166              | 166              | 291    |
| 14   | Abderrahim Moum       | Maroc           | B      | 71.95 | 120          | 127          | 127          | 127          | 142              | 142              | 151              | 151              | 278    |